# Loreto-di-Casinca
Loreto-di-Casinca är en kommun i departementet Haute-Corse på ön Korsika i Frankrike. Kommunen ligger i kantonen Vescovato som tillhör arrondissementet Corte. År 2022 hade Loreto-di-Casinca 197 invånare.

## Befolkningsutveckling
Antalet invånare i kommunen Loreto-di-Casinca
Referens:INSEE